# Тлишев, Харун Аминович
Харун Аминович Тлишев (род. 15 ноября 1999, Успенское, Краснодарский край) — российский самбист и дзюдоист, призёр первенств России по самбо среди кадетов и юношей, чемпион России по дзюдо среди кадетов, чемпион России и мира по самбо среди юниоров, чемпион России по самбо среди молодёжи, победитель Всероссийской молодёжной спартакиады 2018 года по самбо, обладатель Кубка России по самбо 2019 и 2021 годов, бронзовый призёр Кубка России по дзюдо 2021 года, бронзовый призёр чемпионатов России по самбо 2018-2023 годов, бронзовый призёр соревнований по самбо Всероссийской спартакиады 2022 года, победитель этапа Кубка мира по самбо 2023 года, мастер спорта России международного класса. Выступает в весовой категории до 58 кг. Тренируется под руководством Заслуженного тренера Адыгеи Мурата Псеунова.

## Национальные соревнования
- Чемпионат России по самбо 2018 — ;
- Кубок России по самбо 2019 — ;
- Чемпионат России по самбо 2019 — ;
- Чемпионат России по самбо 2020 — ;
- Кубок России по самбо 2021 — ;
- Кубок России по дзюдо 2021 — ;
- Чемпионат России по самбо 2021 — ;
- Чемпионат России по самбо 2022 — ;
- Кубок России по дзюдо 2022 — ;
- Самбо на Всероссийской спартакиаде 2022 — ;
- Чемпионат России по самбо 2023 — ;
- Кубок России по самбо 2023 — ;
- Чемпионат России по самбо 2024 — ;
- Кубок России по самбо 2024 — ;